# Валасова къща
Валасовата къща (на гръцки: Οικία Βαλάσα) е къща в град Воден, Гърция.

## Местоположение
Къщата е разположена в традиционния квартал Вароша, на улица „Македономахи“ № 21.

## История
Къщата е изградена в 1841 година. Собственост е на семейство Валасас.
В 1987 година като пример за традиционната градска архитектура на XIX век е обявена за паметник на културата.